# Aderemi Kuku
Pour les articles homonymes, voir Kuku.
Aderemi Oluyomi Kuku (20 mars 1941 – 13 février 2022), populairement connu sous le nom de Kuku, est un professeur nigérian de mathématiques et ancien président de l'Union mathématique africaine (UMA) et de l'Académie africaine des sciences du Kenya,,,.

## Biographie
Aderemi Kuku est né à Ijebu-Ode, dans l'État d'Ogun, le 20 mars 1941, en tant que troisième enfant de la famille de Busari Adeoye Kuku et Abusatu Oriaran Baruwa, respectivement photographe et commerçant,.
Aderemi Kuku fréquente l'école primaire anglicane Bishop Oluwole, Agege, État de Lagos, et l'école primaire anglicane St James School, Oke-Odan, État d'Ogun afin d'obtenir son certificat de fin d'études primaires. En 1959, il obtient son certificat d'études secondaires d'Afrique de l'Ouest à l'école secondaire Eko Boys, à Lagos, au Nigeria. Il obtient son B.Sc. en mathématiques de l'Université de Londres, puis sa maîtrise (MSc) et son doctorat (PhD) de l'université d'Ibadan de 1965 à 1971,. Son directeur de thèse est Hyman Bass.

## Carrière
En 1966, Kuku est maître de conférences à l'université Obafemi-Awolowo d'Ife dans l'État d'Osun, au Nigeria. En 1968, il devient maître de conférences II à l'université d'Ibadan. En 1976, il devient maître de conférences à l'université d'Ibadan. En 1980, il devient lecteur (en) et en 1982, il devient professeur titulaire de mathématiques à l'université d'Ibadan.

## Prix et distinctions
Kuku est membre de nombreuses institutions mathématiques et scientifiques, et il a reçu de nombreux prix et distinctions,,.
Il est membre et président de 2014 à 2017 de l'Académie africaine des sciences ; membre de l'Académie européenne des arts, des sciences et des sciences humaines ; membre et président sortant de l'Union mathématique africaine ; membre fondateur de l'Association mathématique du Nigeria ; membre de l'Académie nigériane des sciences ; membre de la World Academy of Sciences ; membre étranger de l'Académie des sciences de Mongolie ; membre de l'Institut africain des sciences ; membre fondateur de l'American Mathematical Society.
Il reçoit le prix spécial du mérite de l'État d'Ogun en 1987. Il a reçu un Distinguished Achievement Award de l'Association nationale des mathématiciens (en) des États-Unis en 1993. Il a reçu la Médaille de l'Union mathématique africaine en 2000.
Il a reçu la distinction présidentielle d'Officier de l'Ordre du Nigeria (OON) en 2008. Il a reçu l'Ordre national du mérite du Nigeria (en) en 2009. Il a reçu un Lifetime Achievement Award de l'Université d'Ibadan en 2018. 
Il est honoré d'une conférence internationale sur la K-théorie algébrique à l'occasion de son 70e anniversaire à l'université de Nankin en Chine en 2011.